# Brönnestads distrikt
Brönnestads distrikt är ett distrikt i Hässleholms kommun och Skåne län. 
Distriktet ligger söder om Hässleholm. 

## Tidigare administrativ tillhörighet
Distriktet inrättades 2016 och utgörs av socknen Brönnestad i Hässleholms kommun.
Området motsvarar den omfattning Brönnestads församling hade vid årsskiftet 1999/2000.